# Millstatt am See
Millstatt am See est une commune (Marktgemeinde) autrichienne dans le district de Spittal an der Drau, en Carinthie. Située en bordure du lac Millstätter, c'est une destination touristique et station climatique renommée.

## Géographie

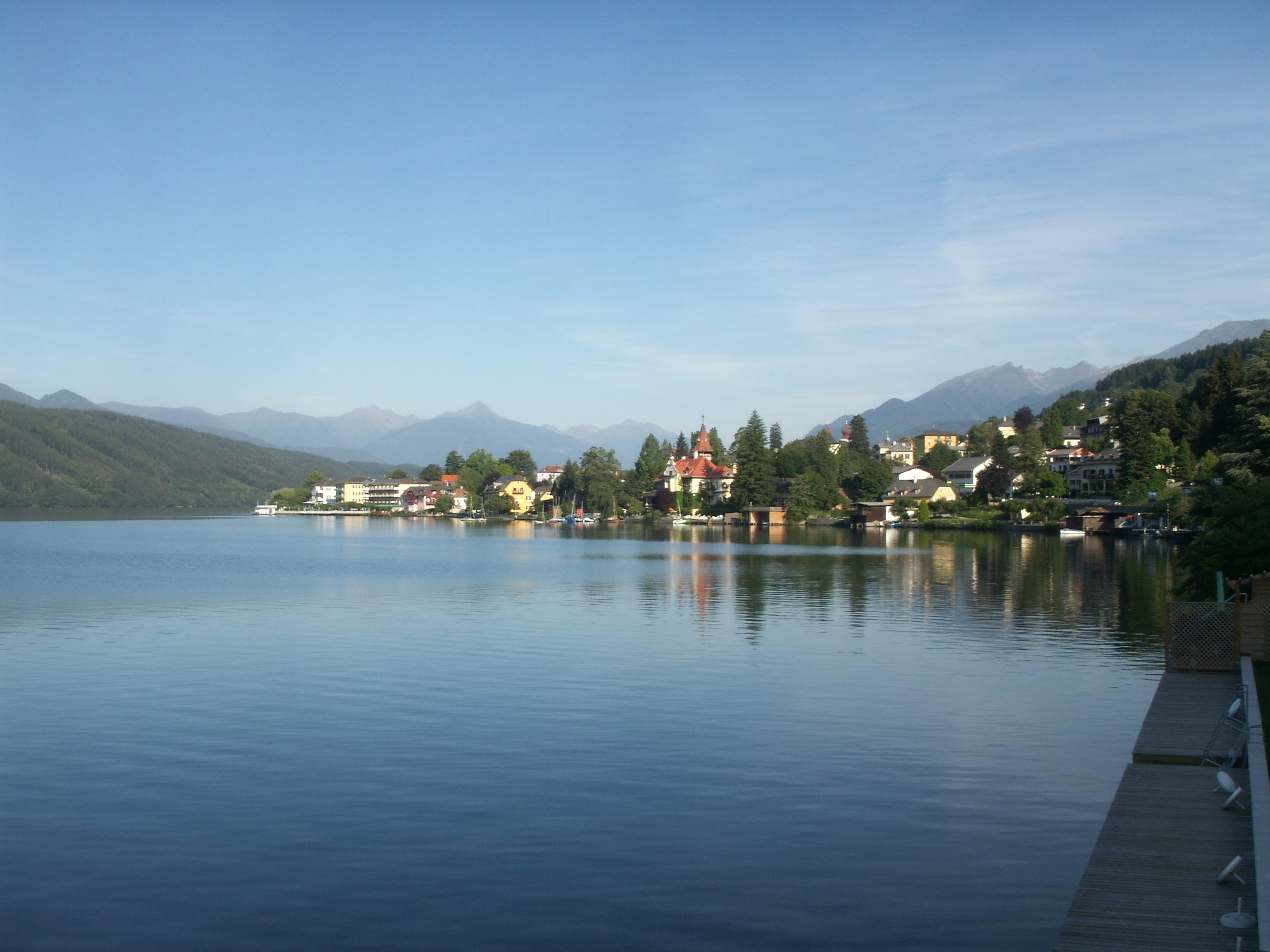
Au bord du lac.

La commune est située sur la rive nord du lac Millstätter, au pied des Alpes de Gurktal (chaînon des montagnes de Nock), à quelques kilomètres au nord-est de Spittal an der Drau et de la vallée inférieure de la Drave.

## Histoire
Différentes découvertes archéologiques ont confirmé que les pentes des montagnes sont peuplées depuis le Néolithique. Vers 500 av. J.-C., des tribus celtes se sont installés dans la région ; leur royaume de Norique a été conquis par les Romains en 15 av. J.-C.
Au début du Moyen Âge, des colons slaves sont entrés dans la région qui dès lors faisait partie de la principauté de Carantanie. Ils sont tombés sous la suprématie du duc Odilon de Bavière (mort en 748) puis du roi franque Charlemagne vers la fin du VIIIe siècle. La christianisation des habitants est poursuivie par l'archidiocèse de Salzbourg. En 976, le duché de Carinthie est séparé de la Bavière par l'empereur Otton II.

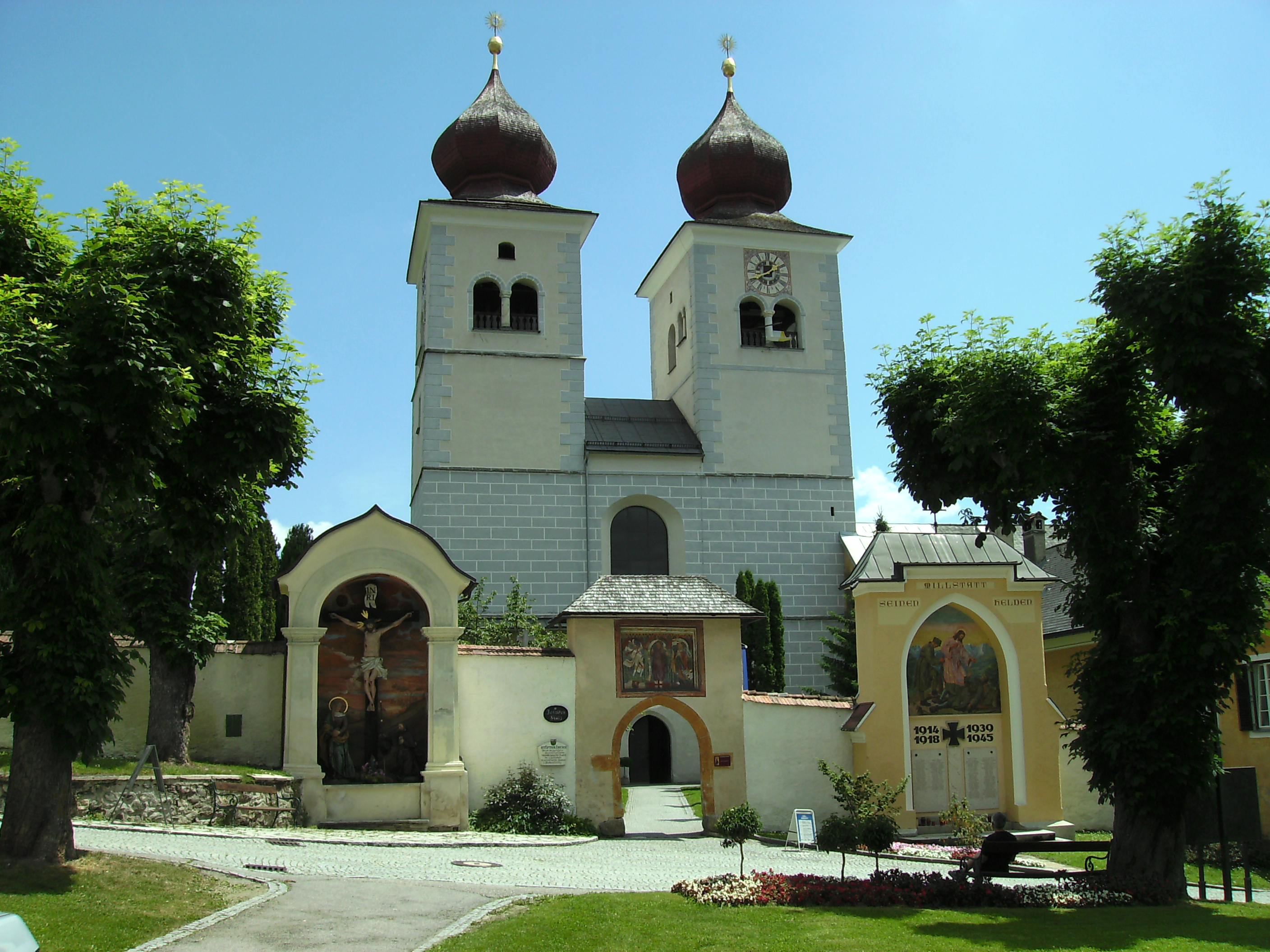
Ancienne église abbatiale.

Vers l'an 1070, l’abbaye bénédictine de Milistat est fondée. Dotée de grandes propriétés, c'était l'un des plus importants monastères dans la région. Au fil des siècles, les droits de baillis (Vögte) sont exercés par les comtes des Goritz, les comtes de Celje et, enfin, par la maison de Habsbourg, ducs de Carinthie depuis 1335. 
En 1469, le couvent bénédictin fut dissout par l'empereur Frédéric III qui attribua les possessions à son ordre de Saint-Georges, avec comme but de renforcer les capacités de défense contre les incursions des troupes ottomanes. Après la mort de l'empereur Maximilien Ier, toutefois, l'ordre perd en influence et s'est rapidement dissout.
À cette époque, le mouvement de la Réforme protestante s'est répandue parmi la population paysanne ; au grand dam des souverains de l'Autriche intérieure, notamment de l'archiduc (et futur empereur) Ferdinand II qui a donné la seigneurie de Millstatt aux Jésuites afin de promouvoir la Contre-Réforme. Au cours de la suppression de la Compagnie de Jésus par le pape Clément XIV en 1773, leur domination est terminée.

## Jumelages

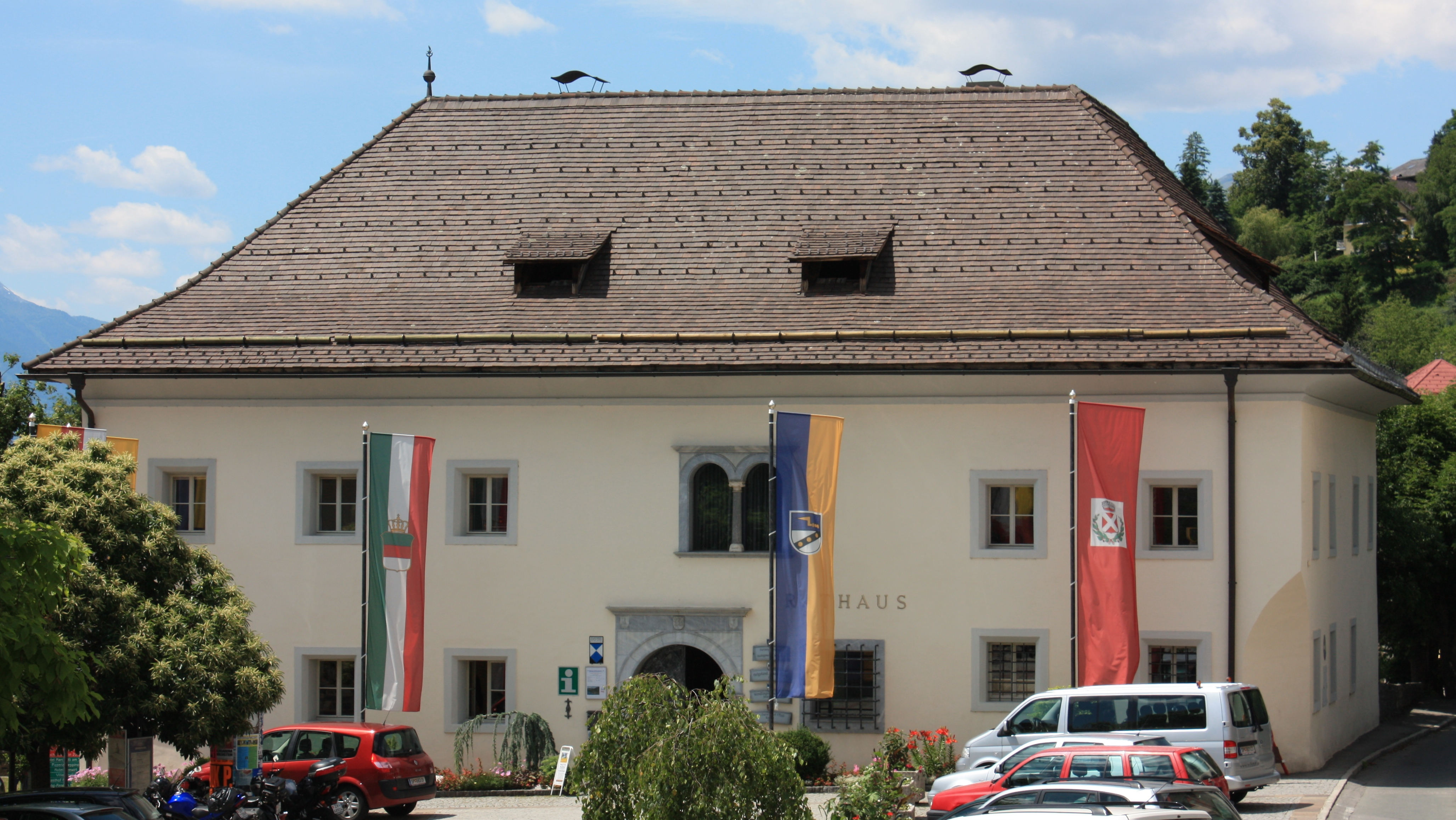
Hôtel de ville.

- Heligoland (Allemagne) depuis 1974
- Wendlingen am Neckar (Allemagne) depuis 1992
- San Daniele del Friuli (Italie) depuis 1993